# FC Ilves Tampere
El FC Ilves Tampere (Ilves significa linx) és un club de futbol finlandès de la ciutat de Tampere.

## Història

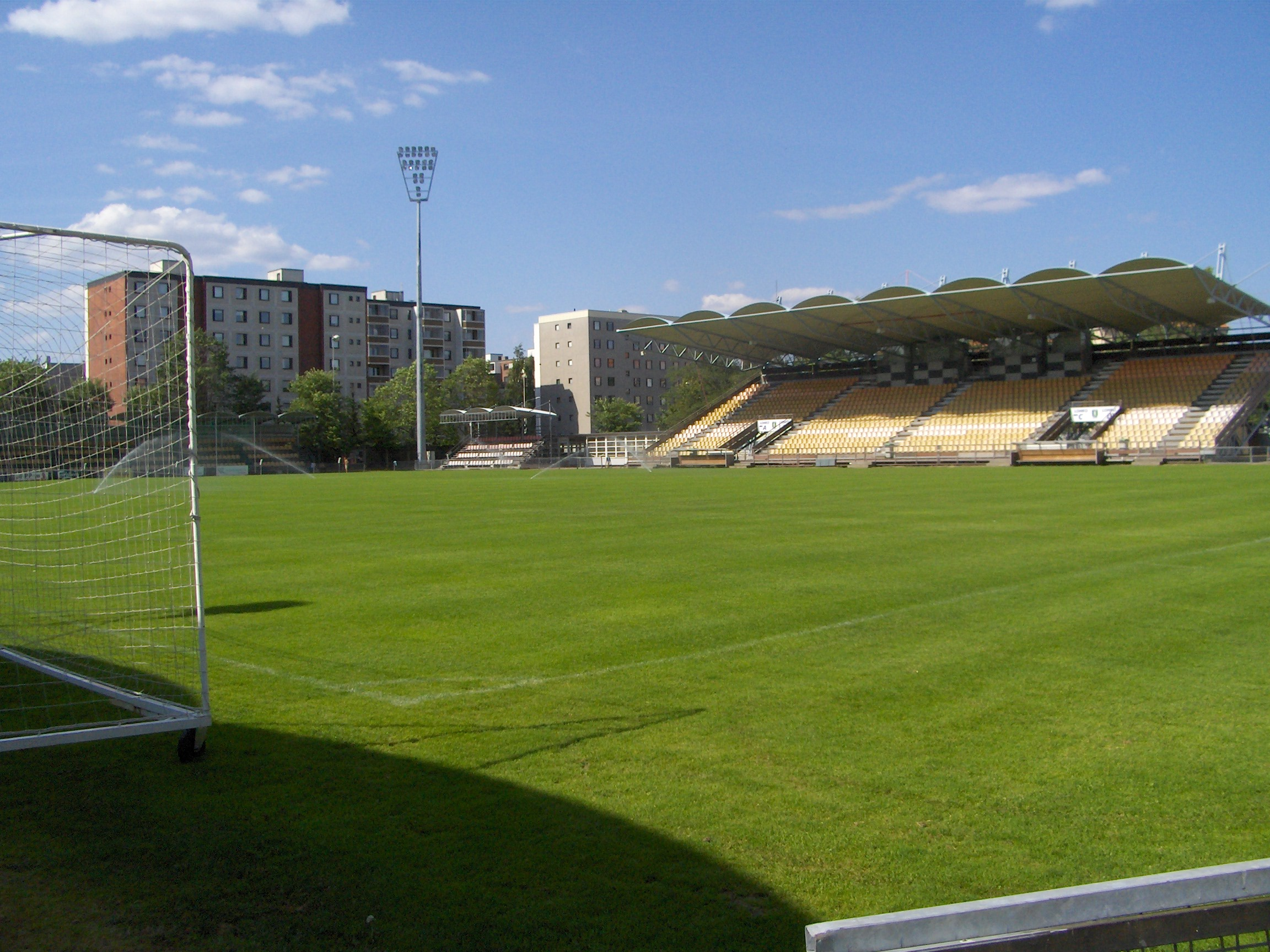
Tammela Stadion

El club va ser fundat el 10 d'abril de 1931 com a Ilves Viipuri. El 1945 es traslladà a Tampere, en ser Viipuri annexionada per la Unió Soviètica, adoptant el nom Ilves Kissat Tampere. El 1974 es fusionà amb TaPa-Tampereen Palloilijat esdevenint Ilves Tampere. L'any 1998 s'havia de fusionar amb TPV, però finalment aquest segon refusà la fusió, i només l'equip professional de l'Ilves es convertí en Tampere United, restant l'Ilves en categories inferiors. El 2015 retornà a primera divisió nacional.

## Palmarès
- Lliga finlandesa de futbol: 
  - 1983

- Copa finlandesa de futbol: 
  - 1979, 1990, 2019